# Вулиця Княгині Ольги (Житомир)
Вулиця Княгині Ольги — вулиця у селі Вереси Житомирської міської громади. Зазначена у переліку топонімічних об'єктів міста Житомира та в реєстрі адрес міста, при цьому перебуває за межею міста. 

## Характеристики
Розташована у місцевості Полісся, на теренах історичного району Смоківка. Бере початок з Поліського проїзду, прямує на схід та завершується перехрестям зі Смоківською вулицею села Глибочиця. Садиби північного боку вулиці межують із міською смугою Житомира.  
Забудова вулиці представлена садибними житловими будинками (котеджами).   
Вулицю обслуговує Житомирське міське відділення поштового зв'язку 10007.

## Історичні відомості
Наприкінці ХІХ — в перші десятиліття ХХ століття місцевість відома як Вацківські Поля.     
Забудова вулиці почала формуватися з початку 1990-х років на вільних від забудови сільськогосподарських землях Вересівської сільської ради.      
Рішенням Житомирського міськвиконкому № 899 від 26 грудня 1991 року вулиці надано назву Княгині Ольги.